# Canale pilorico
Nell'anatomia umana il canale pilorico è la parte finale del piloro, essa termina nel duodeno.